# Musée de la fausse monnaie - maison Farinet
Le Musée de la fausse monnaie - maison Farinet est un musée situé à Saillon, en Suisse.

## Collections
Ce musée comprend 3 sections :
- La monnaie authentique présente la dernière édition des billets de banque suisses, avec toutes leurs caractéristiques, spécialement celles conçues pour éviter le faux-monnayage.
- La fausse monnaie présente des pièces fausses anciennes, des moules et des pièces de monnaie actuelle contrefaites plus ou moins habilement. Parmi les faux billets présentés figurent de nombreux faux dollars et les fausses livres sterling fabriquées par les Allemands durant la guerre de 39-45 dans le but de déstabiliser l’économie anglaise. Une bonne place est réservée à la fausse monnaie suisse et aux faux euros.
- Farinet est le nom du faux monnayeur local qui frappait uniquement des pièces de 20 centimes suisses datées 1850 qu’il distribuait largement à la population locale en échange de nourriture et de protection. Poursuivi par la police, il meurt en 1880 dans les gorges où il avait cherché refuge. Dans la salle du musée qui lui est dédiée, on peut comparer l’homme tel qu’il fut et ce que la légende populaire en fit.